# Midnight Secretary
Middonaito Sekuretari (ミッドナイト·セクレタリ?) es un manga sobrenatural y de romance escrito e ilustrado por Ohmi Tomu, fue serializado en la revista Petit Comic desde 2006, finalizó con su publicación en mayo de 2009, siendo compilada en 7 volúmenes por la editorial Shogakukan. El manga fue licenciado por la editora norteamericana Viz Media en septiembre de 2013. La historia muestra la relación entre Kaya Satozuka, la secretaria privada de Kyouhei Touma, un empresario que también es un vampiro.

## Argumento
La conservadora y bien vestida Kaya Satozuka, considerada la secretaria perfecta, descubre que el director de la compañía donde trabaja es un vampiro; dejando de lado los prejuicios, ella continúa con su trabajo habitual y no revela la identidad de su jefe, con quien desarrolla una relación más cercana.

## Personajes
Kaya Satozuka (里塚 花夜?)
La protagonista de la historia, Kaya es la secretaria privada del director de una empresa; viste de manera sofisticada y es muy profesional, a pesar de descubrir que su jefe es un vampiro, ella permanece leal a su trabajo e incluso empieza a tener sentimientos hacia él.
Kyouhei Touma (当麻 杏平?)
Es el director de la Compañía Touma, un hombre estricto y muy capaz en el mundo de los negocios. Es un vampiro con apariencia humana que evita matar personas para alimentarse, es una persona fría pero a pesar de ello trabaja para proteger a su familia.
Masaki Touma (当麻 柾己?)
Anterior jefe de Kaya, es el hermano mayor de Kyouhei pero no es un vampiro. Es una persona sincera y se preocupa por todos sus empleados.
Matsushita
Es el chofer personal del director Kyouhei.
Yoshifumi Takasu
Es el presidente del grupo Erde, un hombre amable que rechazó a Kaya para trabajar en su compañía pero luego se sintió atraído hacia ella.
Marika
Una mujer vampiro, una amiga de la infancia de Kyouhei, le disgusta Kaya.

## Manga
El manga fue escrito e ilustrado por Ohmi Tomu, fue serializado en la revista de manga josei Petit Comic de la editorial Shogakukan, fueron compilados un total de 7 volúmenes en formato shinsōban.
| N.º | Título      | Fecha de lanzamiento     | ISBN original          |
| --- | ----------- | ------------------------ | ---------------------- |
| 1   | «Volumen 1» | 26 de febrero de 2007    | ISBN 978-4-09-130857-3 |
| 2   | «Volumen 2» | 26 de septiembre de 2007 | ISBN 978-4-09-131206-8 |
| 3   | «Volumen 3» | 21 de diciembre de 2007  | ISBN 978-4-09-131206-8 |
| 4   | «Volumen 4» | 10 de julio de 2008      | ISBN 978-4-09-131675-2 |
| 5   | «Volumen 5» | 10 de noviembre de 2008  | ISBN 978-4-09-132050-6 |
| 6   | «Volumen 6» | 10 de marzo de 2009      | ISBN 978-4-09-132246-3 |
| 7   | «Volumen 7» | 10 de agosto de 2009     | ISBN 978-4-09-132570-9 |